# Thetidia simplificata
Thetidia simplificata là một loài bướm đêm trong họ Geometridae.